# 177 a. C.
El año 177 a. C. fue un año del calendario romano prejuliano. En el Imperio romano, fue conocido como el año 577 Ab Urbe condita.

## Acontecimientos

### Grecia
- Perseo de Macedonia se casa con Laódice, la hija del rey seléucida Seleuco IV.

### República romana
- Después de dos campañas militares, los romanos finalmente someten a la tribu iliria de los istros.
- Los romanos fundan Luni en el norte de Italia con el nombre de Luna en la desembocadura del río Magra.